# Château de Bouligneux
Le château de Bouligneux est une ancienne maison forte, du début du XIVe siècle remaniée à la fin du XVIe siècle ou au début du XVIIe siècle, centre de la seigneurie de Bouligneux et d'un chef-lieu de mandement de Bresse, qui se dresse sur la commune de Bouligneux dans le département de l'Ain en région Auvergne-Rhône-Alpes.
Le château fait l’objet d’une inscription au titre des monuments historiques par arrêté du 15 novembre 1926.

## Localisation

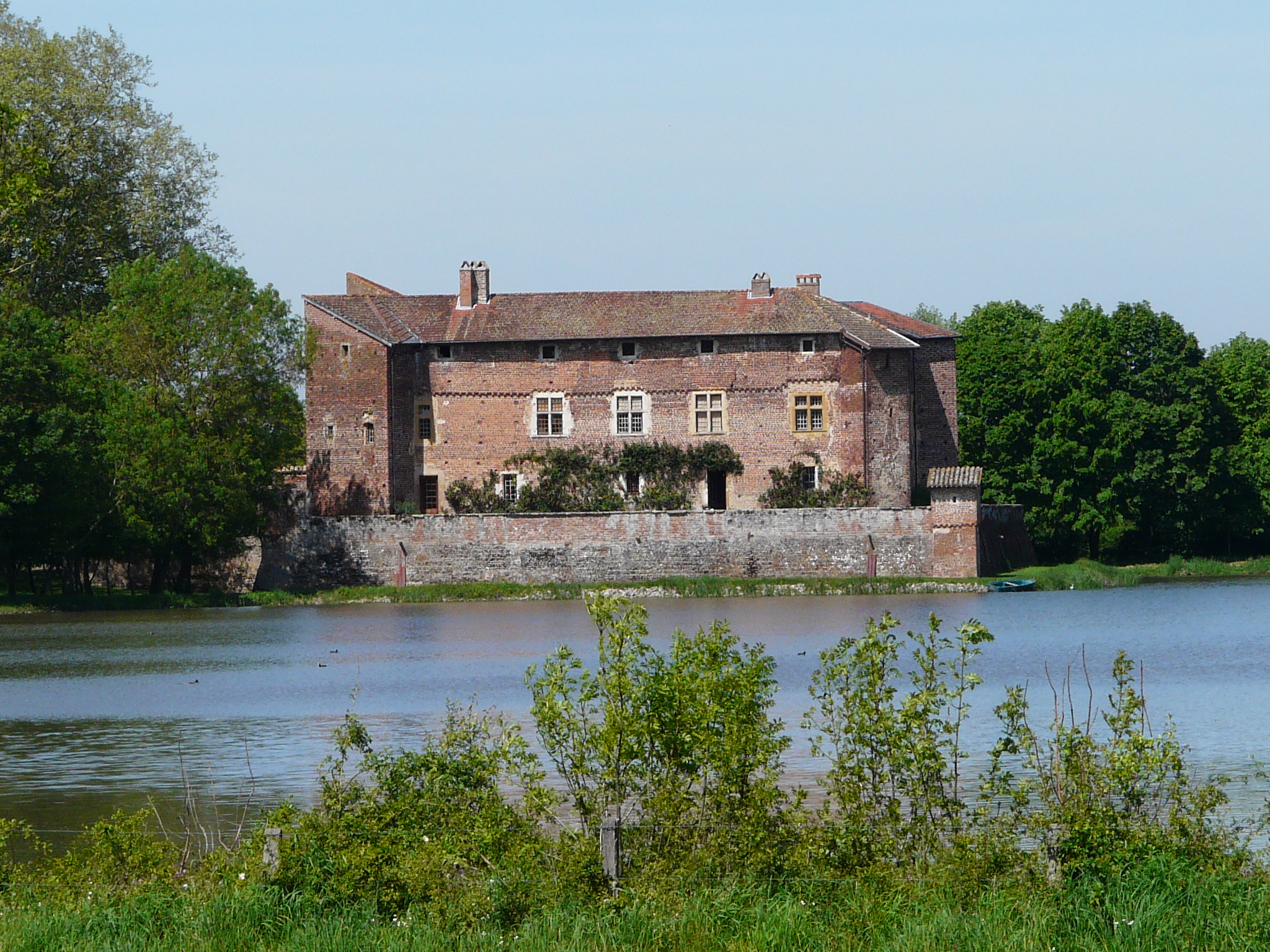
Le château de Bouligneux au bord de l'étang du château.

Le château de Bouligneux est situé dans le département français de l'Ain sur la commune de Bouligneux, au bord de l'Étang du Château.

## Historique
Le village de Bouligneux est en 1280 la possession de Vaucher de Commarrain, chevalier, seigneur de Châteauvilain, qui le vend avec le consentement de sa femme, le samedi avant le dimanche des rameaux 1290, à Henri de Villars, seigneur de Trévoux, chambrier, chanoine, puis archevêque de Lyon, qui en jouira jusqu'à son décès en 1301.
À cette date ce dernier laisse Bouligneux à son neveu Humbert IV de Thoire-Villars, qui l'inféode en toute justice, vers 1306, à Girard de La Palu(d), chevalier, seigneur de Varambon, de Richemont et de Tossia, avec pouvoir d'y construire un château ou une maison forte, à la réserve seulement de la souveraineté et du ressort. On relève comme seigneur, Hugues de La Palud, chevalier, qui en 1337 recevra en dot de sa femme Isabelle de Juis la seigneurie et château de Juis.
Ce dernier jettera les premiers fondements du château que Hugues de La Palu, chevalier, seigneur de Bouligneux et de Saint-Julin (Crémieu), puiné de La Palu et petit-fils de Girard achèvera et qui est à l'origine de la branche des Bouligneux. Cette branche s'éteindra en 1413 avec Anne de La Palu, dame de Bouligneux, mariée à François de La Palu, chevalier, seigneur de Varambon, qui de son consentement remet la terre de Bouligneux à Aynarde de La Baume, sa mère, pour en jouir par forme d'assignat jusqu'au paiement de la somme de 8 000 florins, qu'elle avait payé pour sa rançon après sa capture à la bataille d'Anthon. Anne de La Palu morte sans enfant désignera son mari comme héritier ; c'est ainsi que la seigneurie de Bouligneux fit retour à la branche ainée des La Palu.
Par titre, du 24 novembre 1435, François de La Palu, devenu comte de La Roche et de petite Pierre, baille la seigneurie de Bouligneux avec celle de Varambon, par échange, à Marguerite de Charny, veuve du comte de La Roche, contre les seigneuries de Beaumont-sur-Vingeanne, Montfort près de Montbard, Savoisy et Thury avec l'approbation et le consentement de Louis de Savoie, prince de Piémont, fils ainé d'Amédée VIII de Savoie et son lieutenant général en tous ses états, le 6 mai 1436. Cet échange ne dura que peu de temps car Claude de La Palu, chevalier, seigneur de Varambon, comte de La Roche, fils et héritier de François de La Palu, fut seigneur de Bouligneux et en reprit le fief du duc de Savoie. Mort sans enfants, il désigne pour héritier son frère, Jean de La Palu, abbé et seigneur de Luxeuil (Luxeuil-les-Bains), qui devient ainsi seigneur de Bouligneux. Ce dernier disposera de tous ses biens en faveur de son parent Jean-Philibert de La Palu, comte de Varax qui mourra également sans enfants en 1527. Lui succède alors son cousin Jean de La Palu, chevalier, seigneur de Jarnosse, et après lui par héritage Claude de Rye, sa veuve marquise de Varambon et ses deux filles. Claude, par traité du 22 mai 1544, remet la terre de Bouligneux avec d'autres seigneuries à Richard de La Palu, chevalier, seigneur de Meilly et de Maconge, que ses successeurs en vertu de ce traité et d'un autre fait à Villars-Sexel le 15 juillet 1581 conserveront jusqu'au XVIIe siècle.
Au décès survenu à la fin du XVIIe siècle de Jacques-Claude de La Palud, chevalier, comte de Bouligneux, Marie-Henriette de Fay de La Trousse, sa veuve, retiendra le comté de Bouligneux pour ses reprises dotales et léguera ses droits à son neveu Paul-François Le Hardi, qui transige en 1721 avec les héritiers de Jacques-Claude de La Palud et qui vendra au prix de 150 000 livres la terre de Bouligneux le 22 novembre suivant à Agésilas-Gaston de Grossole, marquis de Flamarens, dont la famille en jouissait encore en 1789.
Pendant la Révolution, il a été décidé de détruire le château. La municipalité de Bouligneux s'y est opposée pour se servir du bâtiment. Le château a été transformé en ferme. La tour circulaire a cependant été rognée d'au moins un étage du fait de sa signification seigneuriale.
La terre et le château de Bouligneux furent ensuite la propriété du comte de Rességuier, député à l'Assemblée nationale.

## Description
Le château de Bouligneux est un exemple type, tout comme celui des Allymes, des maisons fortes du XIVe siècle construites en Dombes et en Bugey.
L'enceinte quadrangulaire en briques, composé de corps de logis en équerre, est flanqué de quatre tours rondes d'angle que relient des courtines, et dont une fait office de donjon. Le pied de cette enceinte est entouré par des braies équipées pour armes à feu. On franchissait l'étang qui cernait le château par un pont-levis. Lors des remaniements on ajoute contre les courtines deux ailes et on construit une galerie avec arcades.